# Volkmar Preußer

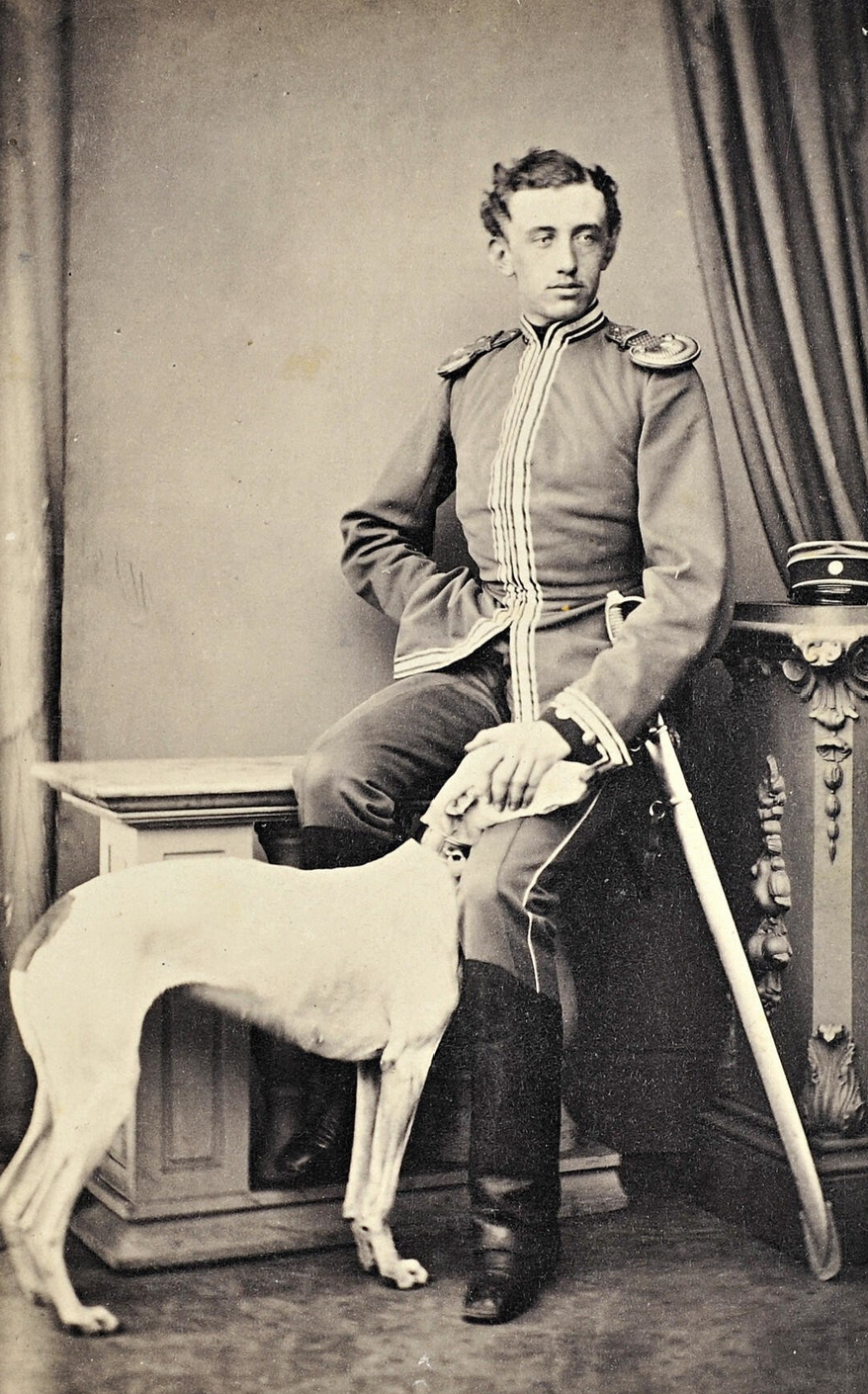
Volkmar Preußer

Volkmar Reinhard Preußer (* 29. August 1839 in Lockwitz; † 17. April 1917 in Dresden) war ein sächsischer Generalmajor.

## Leben

### Militärkarriere
Preußer wurde zunächst im elterlichen Hause erzogen und besuchte ab 1853 zwecks weiterer auf den militärischen Beruf gerichteten Ausbildung das Institut des Leutnants a. D. Neumann bei Dresden. Danach trat er am 1. April 1855 in die II. Division der Artillerieschule der Sächsischen Armee ein und verblieb dort bis zum 16. April 1857, wonach er sich weiteren Privatstudien widmete. Am 1. April 1858 begann er seine militärische Laufbahn in der 5. Eskadron des 1. Reiter-Regiments in Marienberg und avancierte am 12. Januar 1859 zum Leutnant. Im Vorfeld des Sardinischen Krieges kam es zur Mobilmachung der Armee, wobei das Regiment dem Preußer angehörte dabei dem Kriegsminister Bernhard von Rabenhorst unterstellt wurde und dem mobilen Kontingent angehörte. Durch diplomatisches Wirken von Preußen konnte eine Beteiligung der deutschen Staaten vermieden werden und so wurde die sächsische Armee am 23. Juli 1859 wieder demobilisiert.
Preußer beteiligte sich in dem 7000 Mann starken sächsischen Kontingent an der Bundesexekution gegen die Herzogtümer Holstein und Lauenburg von 1863 und kehrte nachfolgend wieder in das Königreich Sachsen zurück. Am 1. Januar 1866 wurde er Adjutant des Regiments und am 22. März desselben Jahres zum Oberleutnant befördert. Nach Ausbruch des Krieges gegen Preußen wurde sein Regiment der 1. Reiter-Brigade unterstellt und erhielt den Befehl nach Jungbunzlau zu marschieren, um sich der österreichischen Armee anzuschließen, wo die Truppenteile am 25. Juni ankamen. Er nahm an den Schlachten bei Gitschin und Königgrätz teil. Auf dem Rückmarsch nach Olmütz kam Preußer am 22. Juli bei Szenitz mit Abteilungen der preußischen Kavalleriedivision „von Hartmann“ ins Gefecht. Während des kurzen Kampfhandlungen konnte das Regiment mehrere Pferde und einen Offiziersgepäckwagen erbeuten, welches Preußer nach Beginn der allgemeinen Waffenruhe wieder an die preußische Seite zurückgab. Nach dem Friedensschluss wurde er am 1. Mai 1867 zum Adjutanten der 1. Kavallerie-Brigade Nr. 23 ernannt.
Im Zuge der Mobilisierung anlässlich des Krieges gegen Frankreich wurde Preußer von seiner Stellung enthoben und nach Beförderung zum Rittmeister am 16. Juli 1870 zum Chef der 2. Eskadron im Garde-Reiter-Regiment ernannt. Während der Schlacht bei Gravelotte wurde sein Regiment bei einem Durchbruchversuch schwer von feindlicher Infanterie beschossen, wobei Preußer einen leichten Streifschuss in den rechten Oberschenkel erhielt. Er nahm nachfolgend an der Beschießung von Verdun, zahlreichen kleineren Gefechten, der Schlacht von Beaumont, dem Gefecht von Douzy und der Schlacht von Sedan teil. Nachdem sich die Wunde aber verschlimmerte, musste er sich am 21. September 1870 in ein Lazarett in Claye begeben. Er kehrte im Oktober desselben Jahres wieder zurück und übernahm am 11. Oktober wieder seine Eskadron, die sich mittlerweile in Nordfrankreich befand. Er nahm schon am folgenden Tage am Kampf gegen französische Mobilgarden teil und nahm am 17. Oktober mit seiner Eskadron dem fliehenden Feinde im Galopp nach, wobei seine Eskadron vier Offiziere und 178 Mannschaften als Gefangene, 200 Gewehre und viel Munition erbeuten konnte. Er nahm weiterhin an zahlreichen Gefechten teil, darunter der Schlacht bei Saint-Quentin. Im Krieg wurde er mit dem Ritterkreuz I. Klasse des Verdienstordens mit der Kriegsdekoration und dem Eisernen Kreuz II. Klasse ausgezeichnet.
Preußer nahm nach dem Friedensschluss am 11. Juli 1871 am festlichen Einzuge in Dresden teil und betätigte sich die nächsten sechs Jahre an der Ausbildung seiner Eskadron. 1877 wurde er vom 19. Mai bis zum 16. Juni zur Information über den preußischen Dienstbetrieb zum Garde-Kürassier-Regiment nach Berlin kommandiert. Er wurde am 18. April 1879 zum Major auf dem Etat der Eskadronchefs befördert und am 16. April 1880 zum etatsmäßigen Stabsoffizier beim 1. Ulanen-Regiment Nr. 17 ernannt. Nach Ausbruch einer Typhusepidemie im Regiment war er zeitweise beim Truppenübungsplatz Zeithain stationiert. Am 29. September 1883 beauftragte man Preußer zunächst mit der Führung des 2. Ulanen-Regiment Nr. 18 und ernannt ihn am 20. September 1884 zum Regimentskommandeur. Am 1. April 1887 wurde er zum Oberstleutnant befördert und nahm noch im selben Jahre an einem Informationskurs an der Schießschule zu Spandau teil. 1888 war er Teil der sächsischen Armeedeputation anlässlich der Beisetzung des verstorbenen Kaisers Wilhelm I. Im Wettinjubeljahr 1889 wurde er am 10. Februar zum Oberst befördert und nahm in führender Position am sächsischen Armeefest im Juni teil. Während einer Kavallerieübungsreise durch Thüringen mit dem preußischen Generalleutnant Heinrich von Rosenberg erhielt er die Aufgabe, die gesamte sächsische Kavallerie-Brigade zu führen. Am 11. Dezember wurde er Kommandeur der 2. Kavallerie-Brigade Nr. 24 und am 17. November 1891 zum Generalmajor befördert. Am 24. März 1893 erfolgte seine Versetzung zu den Offizieren von der Armee und am 24. Januar 1894 beauftragte man Preußer mit der Wahrnehmung der Geschäfte als Inspekteur der Militärreitanstalt in Dresden. Im April 1894 verlieh ihm König Albert das Komturkreuz II. Klasse seines Verdienstordens.  In Genehmigung seines Abschiedsgesuchs wurde Preußer am 31. März 1895 mit Pension und der Erlaubnis zum Tragen seiner Uniform zur Disposition gestellt.
Im Ruhestand avancierte er zum Vertreter des sächsischen Landesverbands des Roten Kreuzes. In seiner gesamten Laufbahn unternahm er Reisen durch Österreich, Deutschland, die Schweiz, Frankreich, Italien und Nordamerika.

### Familie
Er heiratete und bekam mindestens einen Sohn. Dieser erschoss sich 1905 im kleinen Schlosshofe zu Dresden, nachdem er verlangte, mit dem Kaiser oder König zu sprechen.